# St. Elisabeth-Krankenhaus Salzgitter
Das St. Elisabeth-Krankenhaus Salzgitter in Niedersachsen ist eine Einrichtung der gleichnamigen gemeinnützigen GmbH und sichert die medizinische Grundversorgung vor allem für die Bevölkerung der Region Salzgitter.

## Geschichte
Der Vorläufer vom St. Elisabeth-Krankenhaus in Salzgitter-Bad war ein Kinderheim. 1919 erwarb die Kongregation der Barmherzigen Schwestern vom hl. Vinzenz von Paul in Hildesheim in Salzgitter das Gasthaus Großer Hof und baute es zu einem Kinderheim um, das 1921 eröffnet wurde. 1927/28 wurde das Heim durch einen Neubau vergrößert und nach der Heiligen Elisabeth von Thüringen benannt. 1931 wurden ein Fremdenheim für alleinstehende Frauen und Männer sowie Zimmer für Kurgäste integriert.
Im Zweiten Weltkrieg nutzte die Wehrmacht dieses Heim ab 1943 als Hilfskrankenhaus. 1945 gründete die Kongregation der Barmherzigen Schwestern vom hl. Vinzenz von Paul das Hospital St. Elisabeth.
Wegen steigender Nachfrage wurde die Klinik in den folgenden Jahrzehnten mehrfach modernisiert und 1953 auf 160 Betten vergrößert. 1964 konnte ein neues Personalwohnheim eröffnet werden. Ab 1976 bekam das Krankenhaus einen neuen Funktionstrakt mit zwei Bettenstationen, der 1983 eröffnet wurde, sowie eine Neugestaltung des Haupteingangs. 1991 führte die Klinik das Wahlessen ein und eröffnete eine neue Cafeteria für Patienten und Besucher. 1993 wurde die Einrichtung zur Ausbildungsstätte für Krankenschwestern und -pfleger.
Durch die Neugestaltung des Kreißsaals und durch weitere Umbauten entstand 1999 ein familienorientierter Entbindungsbereich. 2002 wurde ein Ärztehaus eröffnet. 2005 erfolgte die Umwandlung der Klinik in die St. Elisabeth-Krankenhaus Salzgitter gemeinnützige GmbH.
2008 konnten die Aufnahme- und Kurzlieger-Stationen für die Fachabteilungen Innere Medizin und Chirurgie in Betrieb genommen werden. Im Jahr 2010 kamen zwei neue Zimmer für die Palliativpflege hinzu.
2011 wurden die Tochtergesellschaft mit dem Namen Medizinische Versorgungszentren St. Elisabeth gGmbH gegründet und Praxen für Chirurgie, Sportmedizin und hausärztliche Versorgung 2012 in Betrieb genommen. Zur Behandlung von Herzkrankheiten entstand ebenfalls 2012 ein Linksherzkathetermessplatz.
2012 erfolgte auch die Auflösung des Schwestern-Konventes vom hl. Vinzenz von Paul und die Verabschiedung der letzten Ordensschwestern am Standort Salzgitter. 2017 wurde die Klinik ein Mitglied im Elisabeth Vinzenz Verbund, einem Zusammenschluss innovativer Krankenhäuser mit katholischen Wurzeln.

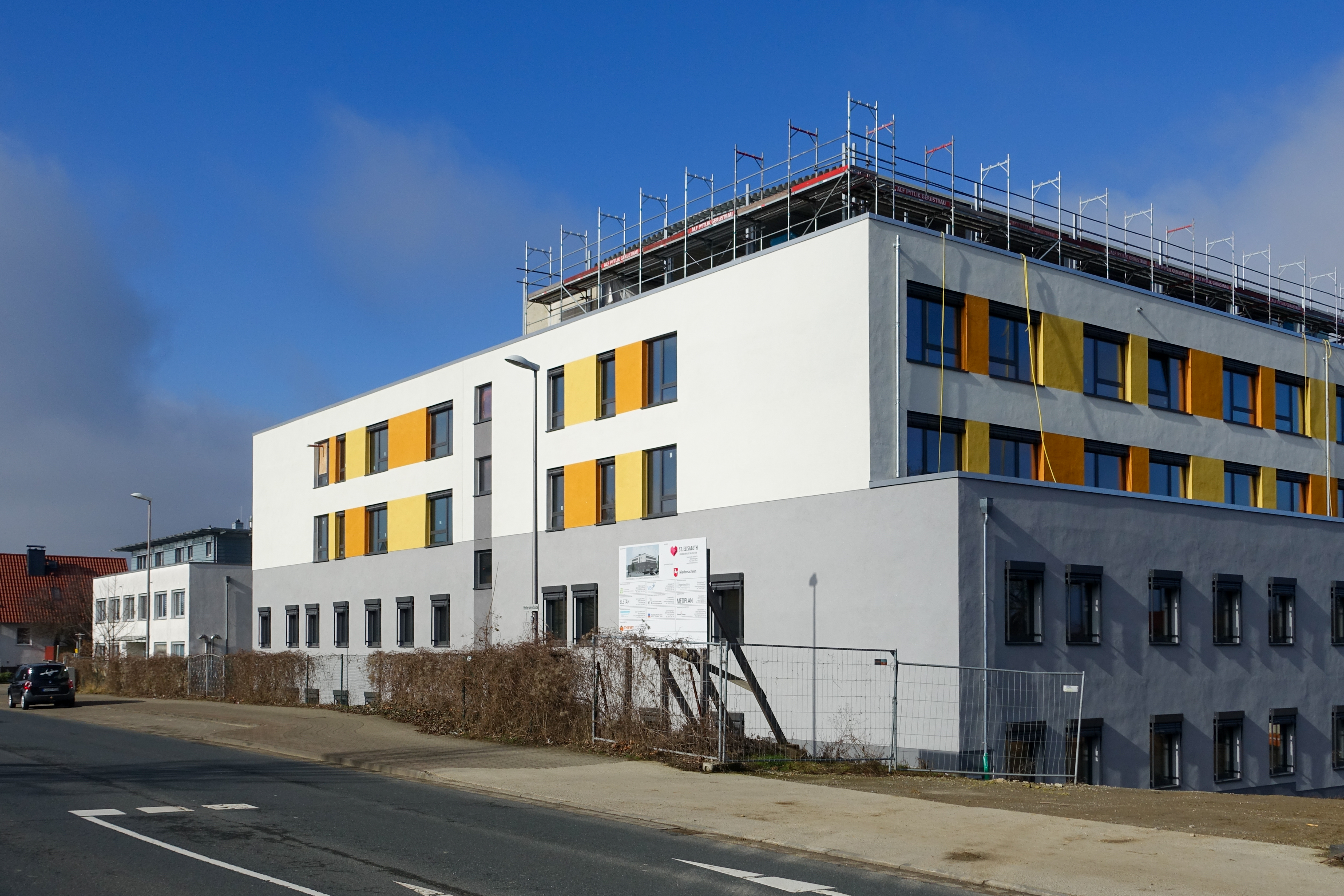
Neubau des St. Elisabeth-Krankenhauses (März 2025)

Mit 108 Betten gehört das St. Elisabeth-Krankenhaus Salzgitter zu den kleinen deutschen Kliniken. Jährlich werden rund 6.500 Patienten stationär und 5.500 ambulant von über 30 Ärzten und ca. 90 Pflegekräften behandelt (Stand: 13. November 2024).
Nach dem Helios Klinikum ist das St. Elisabeth-Krankenhaus die zweitgrößte Klinik in Salzgitter.
2018 begannen die Planungen für einen Ersatzneubau, der das Bestandskrankenhaus ablösen soll. 2023 starteten die Bauarbeiten, am 14. März 2024 fand das Richtfest statt.

## Fachbereiche
Das St. Elisabeth-Krankenhaus in Salzgitter-Bad umfasst die nachfolgend aufgeführten medizinischen Fachbereiche (Stand: Februar 2025).
- Anästhesiologie und Intensivmedizin
- Chirurgie
- Gynäkologie
- Innere Medizin / Gastroenterologie
- Kardiologie

Die Kapelle im St. Elisabeth-Krankenhaus ist ein Kirchort der Pfarrei St. Marien.

## Medizinisches Versorgungszentrum
Am Standort befindet sich das MVZ St. Elisabeth (für Chirurgie, Sportmedizin und hausärztliche Versorgung).